# Regeringen Viggo Kampmann I
Regeringen Viggo Kampmann I var Danmarks regering 21. februar – 18. november 1960.
Ændringer: 31. marts 1960

Den bestod af følgende ministre fra Socialdemokratiet, Det Radikale Venstre og Danmarks Retsforbund:
- Statsminister og finansminister: Viggo Kampmann (S) til 31. marts 1960, derefter statsminister
- Udenrigsminister: J.O. Krag (S)
- Finansminister: Kjeld Philip (RV) fra 31. marts 1960
- Undervisningsminister: Jørgen P.L. Jørgensen (RV)
- Minister uden portefølje: Viggo Starcke (DR)
- Økonomiminister og minister for nordiske anliggender: Bertel Dahlgaard (RV)
- Socialminister: Julius Bomholt (S)
- Kirkeminister: Bodil Koch (S)
- Justitsminister: Hans Hækkerup (S)
- Minister for offentlige arbejder og for Grønland: Kai Lindberg (S)
- Forsvarsminister: Poul Hansen (S)
- Fiskeriminister: Oluf Pedersen (DR)
- Arbejds- og boligminister: Kaj Bundvad (S) til 31. marts 1960, derefter arbejdsminister
- Landbrugsminister: Karl Skytte (RV)
- Indenrigsminister: Søren Olesen (DR)
- Handelsminister (minister for handel, håndværk, industri og søfart): Kjeld Philip (RV) til 31. marts 1960, derefter Lars P. Jensen (S)
- Boligminister: Carl P. Jensen (S) fra 31. marts 1960